# Bisten-en-Lorraine
Bisten-en-Lorraine (deutsch Bisten im Loch oder Bisten in Lothringen, lothringisch Beschten ém Loch) ist eine französische Gemeinde mit 249 Einwohnern (Stand 1. Januar 2022) im Département Moselle in der Region Grand Est (bis 2016 Lothringen). Sie gehört zum Arrondissement Forbach-Boulay-Moselle und zum Kanton Boulay-Moselle.

## Geographie
Die Gemeinde Bisten-en-Lorraine liegt in Lothringen, rund 30 Kilometer östlich von Metz und acht Kilometer östlich von Boulay-Moselle (Busendorf) in einer Talschlucht. Nachbargemeinden sind Coume im Norden, Varsberg im Nordosten, Boucheporn im Südosten, Obervisse im Südwesten und Niedervisse im Nordwesten.
Der Ort liegt am Ursprung und Oberlauf des Flüsschens Bist, das nach Nordosten abfließt und im Saarland in die Saar mündet.

## Geschichte
Der Ort wurde erstmals 1115 als Bistan erwähnt, dann Bistein (1393), Bisten Im Loch (1793), Bisten-Imloch (1801), Bisten im Loch (1871) und Bisten in Lothringen (1907–1919). Die Ortschaft gehörte früher zum Bistum Metz, einem Fürstbistum des Heiligen Römischen Reichs. Das Dorf entstand durch Ansiedlung um ein Kloster, das von der Abtei Glandern in Longeville-lès-Saint-Avold (Lubeln) abhing und dessen letzter Abt Marcellus hieß.
Durch den Frankfurter Frieden vom 10. Mai 1871 kam die Region an das deutsche Reichsland Elsaß-Lothringen, und das Dorf wurde dem Kreis Bolchen im Bezirk Lothringen zugeordnet. Die Dorfbewohner betrieben Getreidebau; auf der Gemarkung gab es eine Mühle und einen Kalkofen.
Nach dem Ersten Weltkrieg musste die Region aufgrund der Bestimmungen des Versailler Vertrags 1919 an Frankreich abgetreten werden. Im Zweiten Weltkrieg war die Region von der deutschen Wehrmacht besetzt.

### Bevölkerungsentwicklung
| Jahr      | 1968 | 1975 | 1982 | 1990 | 1999 | 2008 | 2019 |
| Einwohner | 263  | 254  | 241  | 257  | 255  | 273  | 248  |

## Wappen
Die obere Wappenhälfte mit den drei silbernen Alérions im roten Schrägbalken auf goldenem Grund zeigt das Wappen von Lothringen. Die drei Eicheln in der unteren Wappenhälfte repräsentieren die Abtei von Longeville-lès-Saint-Avold, die die Herrschaft über Bisten besaß; der goldene Halbmond symbolisiert die Unbefleckte Empfängnis der Jungfrau Maria, die in der Pfarrkirche angerufen wurde.

## Sehenswürdigkeiten
- Kirche der Unbefleckten Empfängnis (Église de l’Immaculée-Conception-de-la-Vierge-Marie) von 1780
- Nachbildung der Lourdes-Grotte

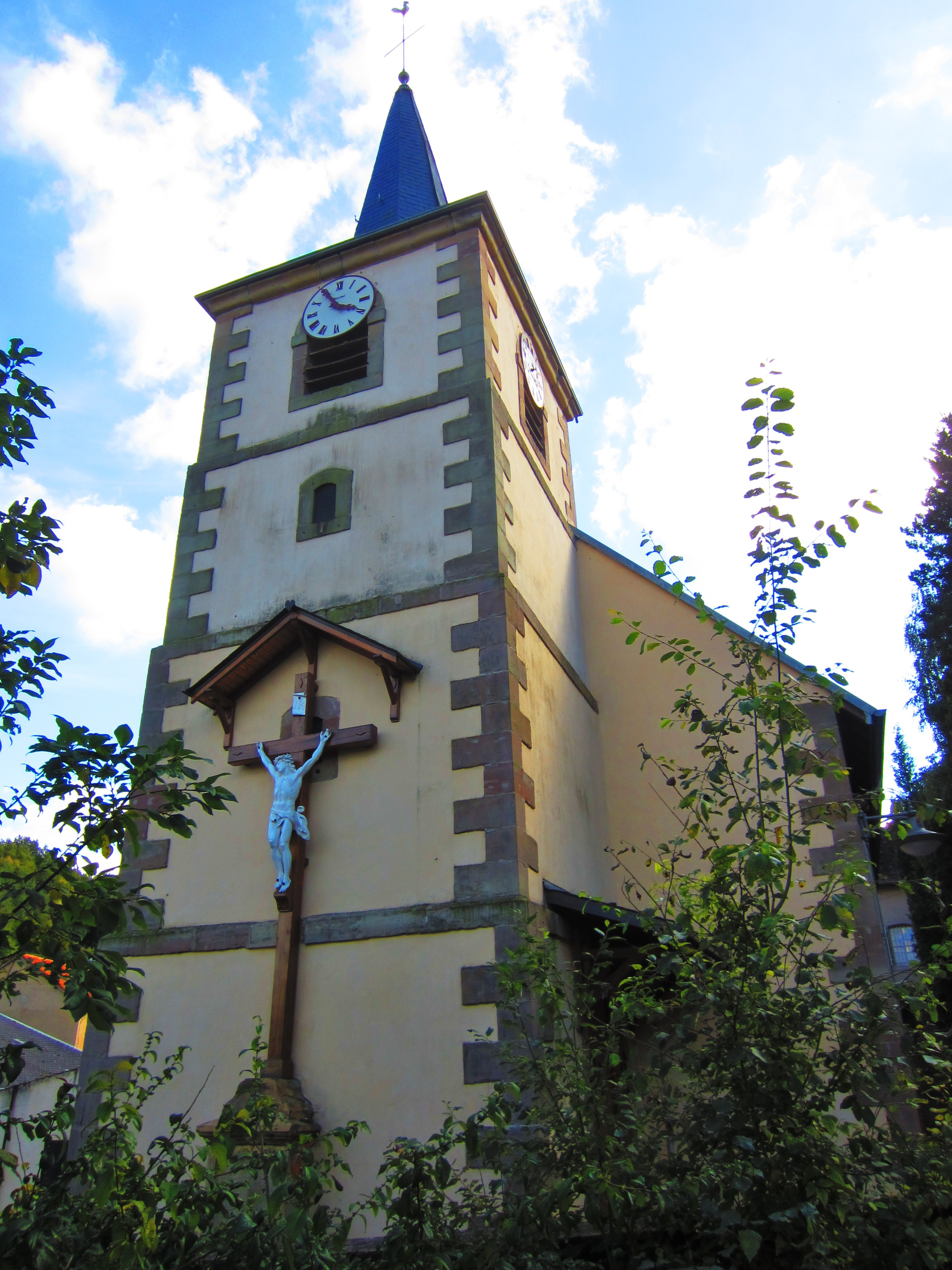
Kirche der Unbefleckten Empfängnis
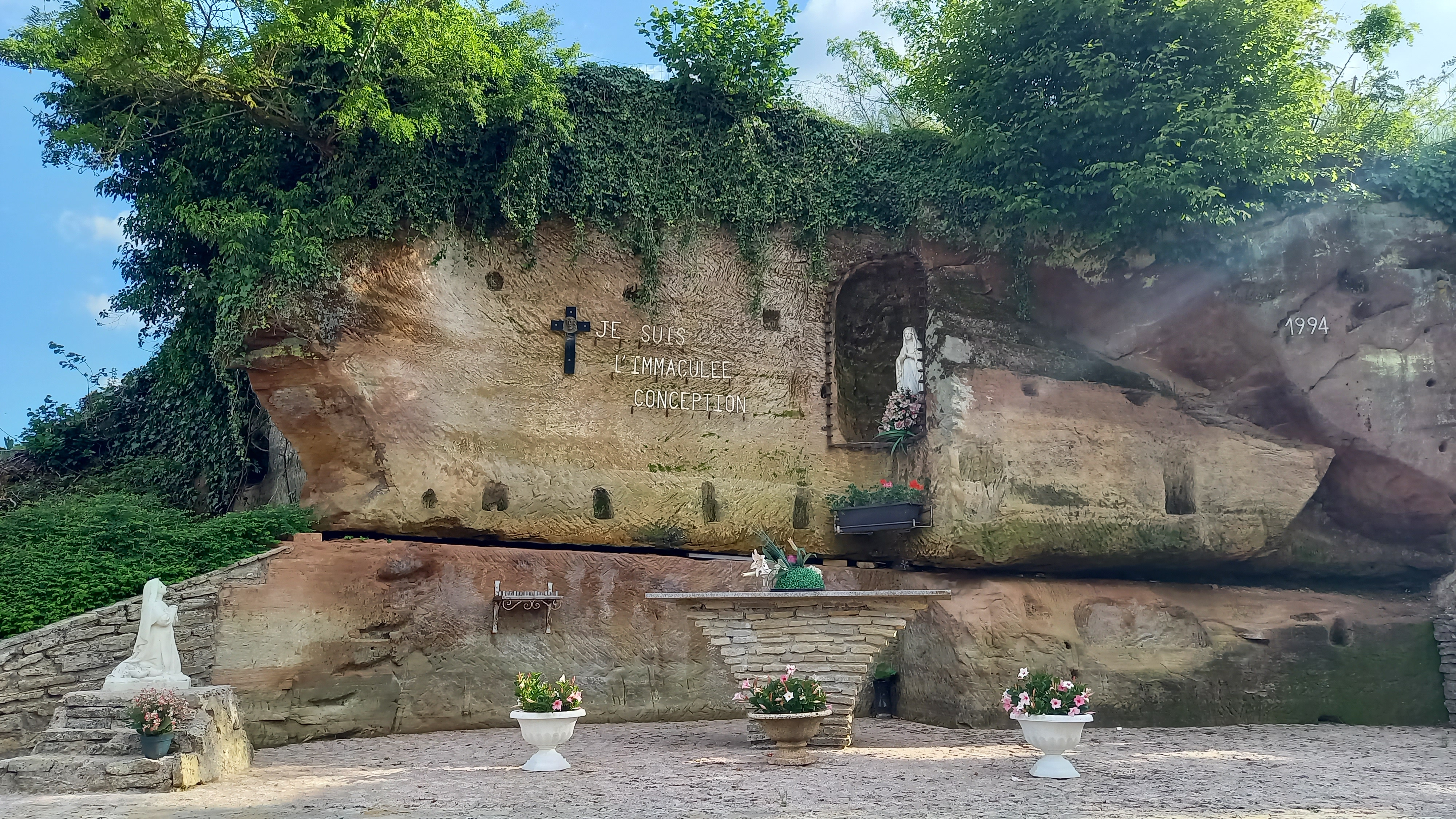
Nachbildung der Lourdes-Grotte
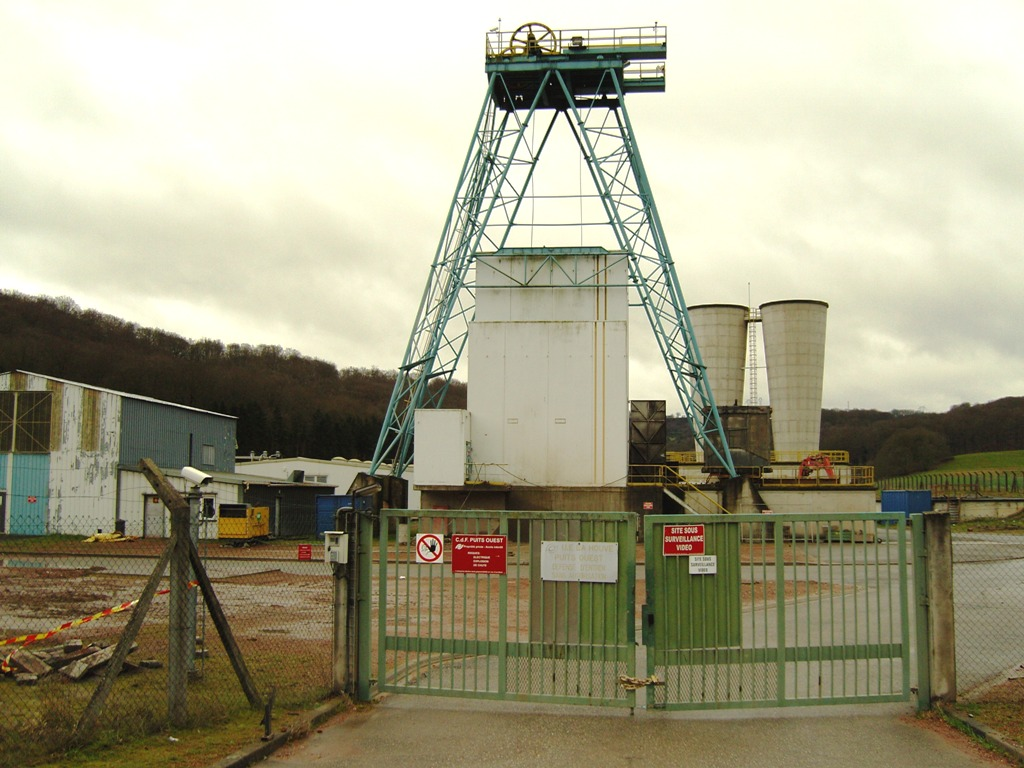
Förderturm der ehemaligen Steinkohlen-Zeche Bisten